# 丁茜属
丁茜属（学名：Trailliaedoxa）是茜草科下的一个属，为直立、多枝亚灌木植物。该属仅有丁茜（Trailliaedoxa gracilis）一种，分布于中国云南。